# Уолтър Мозли
Уолтър Елис Мозли (на английски: Walter Mosley) е американски писател, автор на криминални романи и на поредици от трилъри, които са бестселъри, макар и малко познати в България.

## Биография
Уолтър Мозли е роден на 12 януари 1952 г. в Лос Анджелис, Калифорния, САЩ. Майка му Ела Слаткин, чиито родители са емигранти от Русия, работи като секретарка. Баща му Лерой Мозли е афроамериканец и е бил надзорник в Лосанджелиското общественото училище. Работил е и като чиновник в сегрегираната американска армия по време на Втората световна война. Родителите му са се опитали да се оженят през 1951 г., но понеже са живели в Калифорния никой не им е издал брачно свидетелство. Мозли е единствено дете, което го кара да развие въображението си. Тъй като са бедно семейство той учи в Баптиското неделно училище. Когато е на 12 г. семейството му се мести в Западен Лос Анджелис – квартала на по-заможната работническа класа. Макар да израства в семейство с висока политическа култура, расовите конфликти в Лос Анджелис силно го политизират и темата за расовите неравенства в САЩ често е в контекста на произведенията му като са описани „с дълбочина и проникновение“.
Мозли преминава през фазата на „дългокосите хипита“, които обикалят страната и Европа, потънали в алкохол и цигарен дим. Учи, но не завършва, в колежа „Годар“, после в колежа по изкуствата в Плейнфилд, Върмонт, а след това получава степен по политически науки в държавния колеж „Джонсън“. Изаставяйки доктората си по политическа теория той започва да работи по компютърно програмиране. Мести се през 1981 г. в Ню Йорк, където се среща с танцьорката и хореограф Джой Келман, за която се жени през 1987 г. Двамата се развеждат през 2001 г.
Докато работи за „Мобил Ойл“ Мозли се записва в курс по литература към City College в Харлем. Преподавателката Една О'Брайън му става ментор и го насърчава да пише казвайки: „Вие сте черен, евреин, с лошо възпитание, но имате талант“.

## Творчество
Уолтър Мозли започва да пише на 34 години. Произведенията му са в различни жанрове – трилър, футуристична научна фантастика, политически монографии, младежка литература, комикс. За своите детективски романи той се вдъхновява от творчеството на Дашиъл Хамет, Греъм Грийн и Реймънд Чандлър. Известността му се увеличава много от 1992 г. след като кандидат-президента Бил Клинтън заявява, че Мозли е един от любимите му автори.
През 1997 г. Мозли се включва с ръкописа на романа си „Gone Fishin'“ в малката издателска къща „Black Classic“, управлявана от бившата „черна пантера“ Пол Коатес.
В най-известната му серия романи за Езекил „Изи“ Роулинс се описват премеждията на чернокож частен детектив и ветеран от Втората световна война, живеещ в квартал Уотс на Лос Анджелис. През 1995 г. романа му „Дявол в синя рокля“ е в основата на едноименния филм с участието на Дензъл Уошингтън. Книгите от серията са продадени в над 3.5 млн. екземпляра. Нюйоркския „Doubleday“ вече е откупил правата за следващите два романа (2013, 2014 г.).
В серията криминални романи за Сократ Фортлоу се разказва за премеждията на бившия затворник, който живее в един труден квартал на Лос Анджелис и се бори да остане на пътя на правдата. По първата книга през 1998 г. е направен телевизионен филм с участието на Лоранс Фишбърн.
Серията романи за Безстрашния Джоунс разказва за чернокожия детектив, който не се страхува да влезе в бар за бели през трудната 1950 г.
Творбите на Мозли са преведени на 23 езика.
Уолтър Мозли е носител на различни награди:
- 1991 – „Shamus“ за най-добър пръв роман, за „Дявол в синя рокля“;
- 1996 – литературната награда на Американската библиотечна асоциация за „RL's Dream“;
- 1996 – „О.Хенри“ за историята на Сократ Фортлоу;
- 2005 – „Risktaker Award“ за творчеството си;
- 2006 – „Carl Brandon Society Parallax“ за романа си за младежи „47“.

Удостоен е със звание „доктор хонорис кауза“ от Градския колеж на Ню Йорк.
Мозли е член на съвета на настоятелите на колежа „Годар“, член на борда на директорите на Националните литературни награди и Форума „ТрансАфрика“. Все още живее в Бруклин, Ню Йорк.

## Произведения

### Серия „Изи Ролинс“
1. Devil in a Blue Dress (1990)
Дявол в синя рокля, изд.: ИК „Бард“, София (1990), прев. Тодор Стоянов
2. A Red Death (1991)
3. White Butterfly (1992)
4. Black Betty (1994)
Черна красавица, изд.: ИК „Бард“, София (1997), прев. Тодор Стоянов
5. A Little Yellow Dog (1996)
6. Gone Fishin' (1997)
7. Bad Boy Brawly Brown (2002)
8. Six Easy Pieces (2003)
9. Little Scarlet (2004)
10. Cinnamon Kiss (2005)
11. Blonde Faith (2007)

### Серия „Сократ Форлоу“
1. Always Outnumbered, Always Outgunned (1997)
2. Walkin' the Dog (1999)
3. The Right Mistake (2008)

### Серия „Безстрашния Джоунс“
1. Fearless Jones (2001)
2. Fear Itself (2003)
3. Fear of the Dark (2006)

### Серия „Леонид Мак Гил“
1. The Long Fall (2009)
2. Known to Evil (2010)
3. When the Thrill Is Gone (2011)
4. All I Did Was Shoot My Man (2012)

### За младежи
- „47“, 47 (2005)

### Самостоятелни романи
- RL's Dream (1995)
- The Man in My Basement (2004)
- Walking the Line (2005)
- Fortunate Son (2006)
- The Tempest Tales (2008)
- The Last Days of Ptolemy Grey (2010)

### Научна фантастика
- Blue Light (1998)
- Futureland: Nine Stories of an Imminent World (2001)
- The Wave (2005)
- „47“, 47 (2005)
- The Gift of Fire / On the Head of a Pin (2012)

### Документалистика
- Workin' on the Chain Gang: Shaking off the Dead Hand of History (2000)
- What Next: An African American Initiative Toward World Peace (2003)
- Life Out of Context: Which Includes a Proposal for the Non-violent Takeover of the House of Representatives (2006)
- This Year You Write Your Novel (2007)
- Twelve Steps Toward Political Revelation (2011)

### Еротика
- Killing Johnny Fry: A Sexistential Novel (2006)
- Diablerie (2007)